# 內本肯普錫芬河
51°15′19″N 7°15′38″E / 51.25528°N 7.26056°E
內本肯普錫芬河（德語：Nebenkämper Siefen），是德國的河流，位於該國西部，處於北萊茵-威斯特法倫州，屬於伍珀河的右支流，河道全長0.5公里，河畔城鎮有伍珀塔爾。